# Minaucourt-le-Mesnil-lès-Hurlus
 Minaucourt-le-Mesnil-lès-Hurlus  es una comuna y población de Francia, en la región de Champaña-Ardenas, departamento de Marne, en el distrito de Sainte-Menehould y cantón de Ville-sur-Tourbe.
Su población en el censo de 1999 era de 67 habitantes.
Está integrada en la  Communauté de communes du Canton de Ville-sur-Tourbe .

## Demografía
| 98 | 92 | 84 | 78 | 57 | 67 |
| Para los censos de 1962 a 1999 la población legal corresponde a la población sin duplicidades (Fuente: INSEE [Consultar]) |    |    |    |    |    |